# Macrocneme vidua
Macrocneme vidua là một loài bướm đêm thuộc phân họ Arctiinae, họ Erebidae.